# Billy Jones
Billy Jones, född 24 mars 1987, är en engelsk fotbollsspelare som spelar som högerback. Han har tidigare spelat i Crewe Alexandra, Preston North End, West Bromwich Albion, Sunderland och Rotherham United.

## Karriär
Den 20 juli 2018 värvades Jones av Rotherham United, där han skrev på ett tvåårskontrakt. I augusti 2020 förlängde Jones sitt kontrakt i klubben med ett år. Den 21 januari 2021 lånades han ut till Crewe Alexandra på ett låneavtal över resten av säsongen 2021/2022. Den 17 maj 2021 meddelade Rotherham att Jones skulle lämna klubben efter säsongen i samband med att hans kontrakt gick ut.